# Bwamu
Bwamu ist die Sprache der Bwaba in Burkina Faso. Sie zählt etwa 200.000 Sprecher und gehört zu den Gur-Sprachen, einer Untergruppe der Niger-Kongo-Sprachen. 
Die Bwaba leben im Westen Burkina Fasos. Bei Forschungen wurden 17 Dialekte identifiziert.